# امپراتور هوی هان

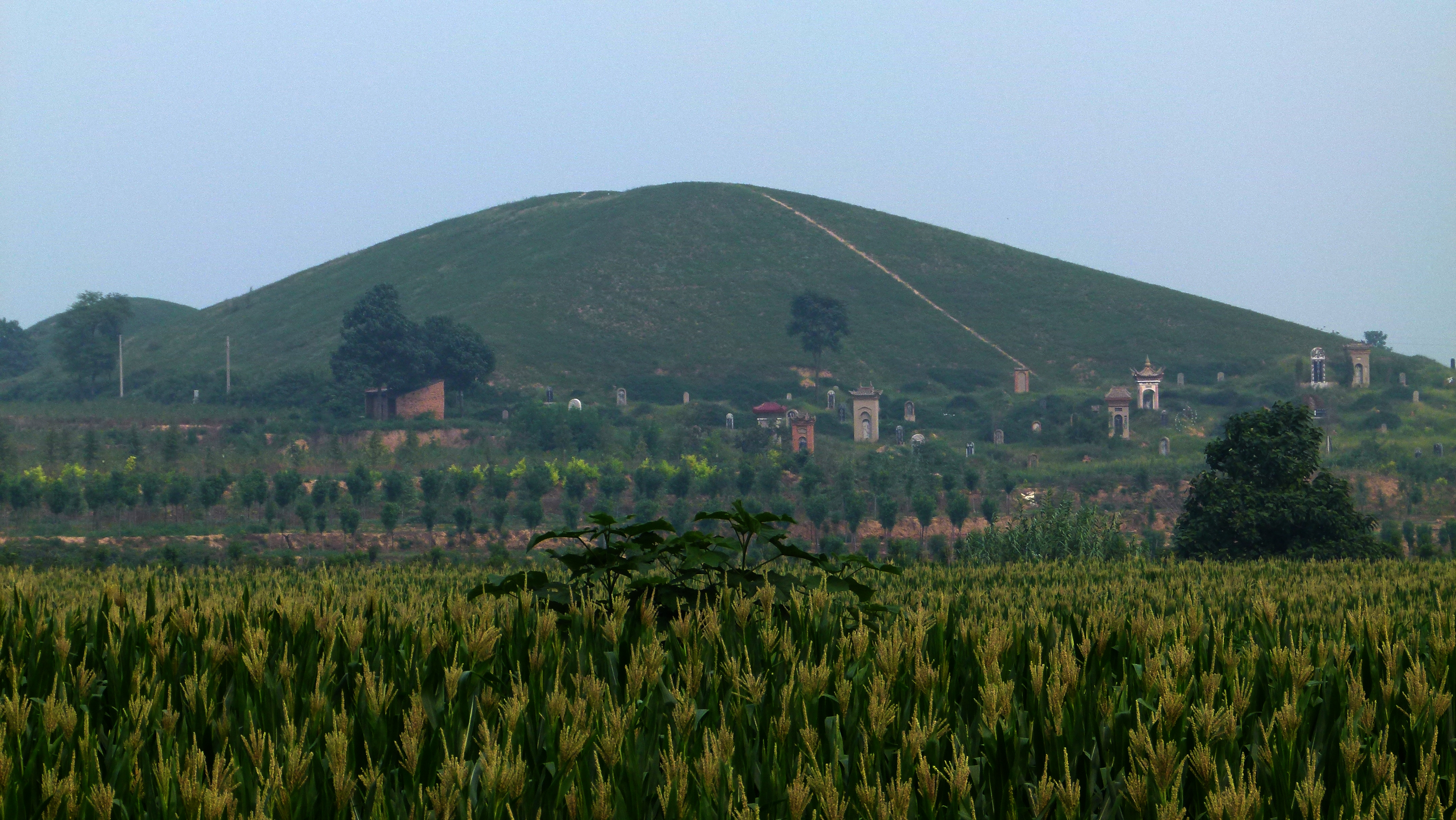
آنلینگ - مقبره امپراتور

هوی امپراتور هان (انگلیسی: Emperor Hui of Han؛ ۲۱۰ قبل از میلاد – ۱۸۸ قبل از میلاد) با نام واقعی لیو یینگ دومین فرمانروای دودمان هان در چین بود وی یک حاکم کاملاً ضعیف و ناسبتا بیمار و خیلی مهربان بود که تحت سلطه و کنترل کامل مادرخود امپراتریس بیوه لو بود و در طول ۷ سال سلطنت خود یک امپراتور واقعی و نیرومند نبود و مادرش بجای وی بر تمام قدرت چیره شد و اعلام کرد که دستورها او «احکام امپراتور» است و خود را بجای امپراتوران برای فرزند و نوه‌هایش جاه زد.
هوی دومین پسر امپراتور گائوزو بود که در ۱۵ سالگی پس از پدرش به سلطنت رسید اما وی در ۲۲ سالگی به علت بیماری درگذشت و فرزند خردسالش گونگ به حکومت رسید.

## تصویرسازی مدرن
- چان کوان در سریال تلویزیونی هنگ کنگی «داستان فاتح» محصول سال ۲۰۰۴ نقش او را بازی کرد.
- این نقش توسط شی یون پنگ در سریال تلویزیونی چینی «افسانه» محصول ۲۰۱۰ به تصویر کشیده شده است.
- این نقش توسط لو جین در سریال تلویزیونی چینی «رقیب زیبایی در قصر» محصول ۲۰۱۰ به تصویر کشیده شده است.